# Z Equulei
Z Equulei är en pulserande variabel av Mira Ceti-typ  i stjärnbilden Lilla hästen. 
Stjärnan varierar mellan visuell magnitud +9,5 och ungefär 15,5 med en period av 209 dygn.